# Kiglon FC
Kiglon FC is een Zimbabwaanse voetbalclub uit de stad Chitungwiza. Ze spelen anno 2011 in de hoogste voetbaldivisie van Zimbabwe, de Zimbabwe Premier Soccer League. De club werd opgericht in 2004.